# المذنب الكبير عام 1680
كان المذنب الكبير C / 1680 V1 ، المعروف أيضًا باسم المذنب العظيم لعام 1680 ، ومذنب كيرش ، ومذنب نيوتن ، أول مذنب يٌكتشف بتلسكوب . اكتشفه جوتفريد كيرش وكان أحد ألمع المذنبات في القرن السابع عشر.

## نظرة عامة

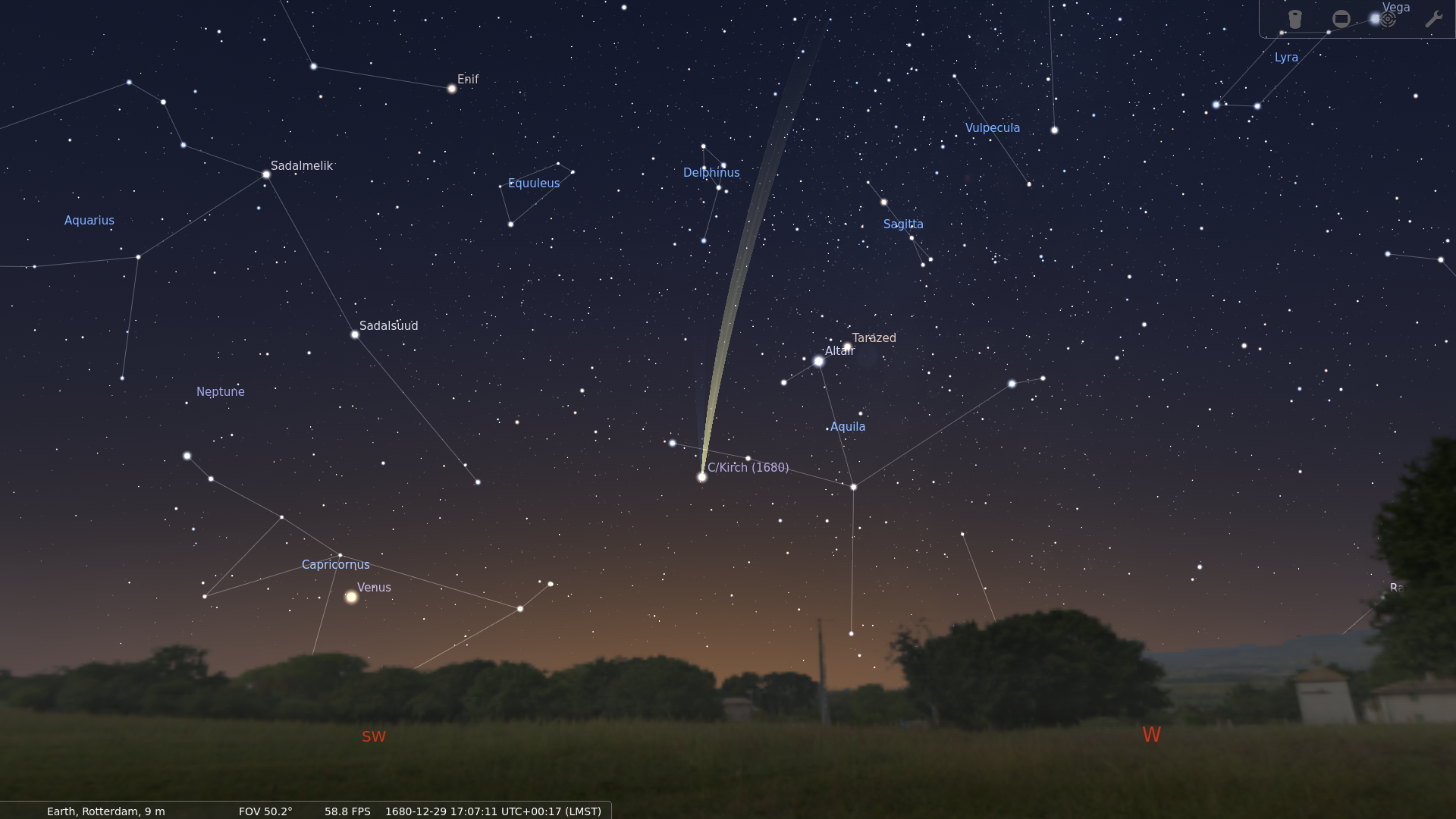
مذنب عام 1680 الذي شوهد من روتردام في 29 ديسمبر 1680 ؛ الصورة هي صورة تخيلية محاكاته بواسطة ستيللاريوم

اكتشف المذنب جوتفريد كيرش ، عالم الفلك الألماني ، في 14 نوفمبر 1680 ( نمط جديد ) ، من مدينة كوبرغ ، وأصبح المذنب أحد ألمع المذنبات في القرن السابع عشر - يُشهد أنه كان مرئيا حتى في النهار - ولوحظ له ذيل لفترة طويلة بشكل مذهل . بعد مروره على بعد 0.42 وحدة فلكية au من الأرض في 30 نوفمبر 1680 ،  ازدادت سرعته نحو وحول نقطة حضيض قريبة جدًا من الشمس 0.0062 au (930,000 كـم؛ 580,000 ميل) في 18 ديسمبر 1680 ، ووصل سطوعه إلى ذروته في 29 ديسمبر حيث تأرجح للخارج. شوهد آخر مرة في 19 مارس 1681. يـٌظهر القمر الصناعي JPL Horizons أن للمذنب فترة مدارية ثنائية المركز تقريبًا تبلغ 10000 عام. اعتبارًا من 2023 فإن المذنب يبعد حوالي 259 au (39 بليون كـم) عنا وبالتالي عن الشمس.

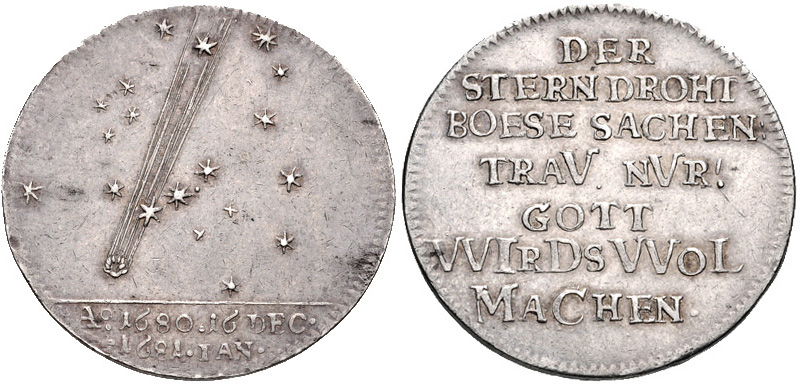
ميدالية تذكارية تصور المذنب ، هامبورغ ، 1681

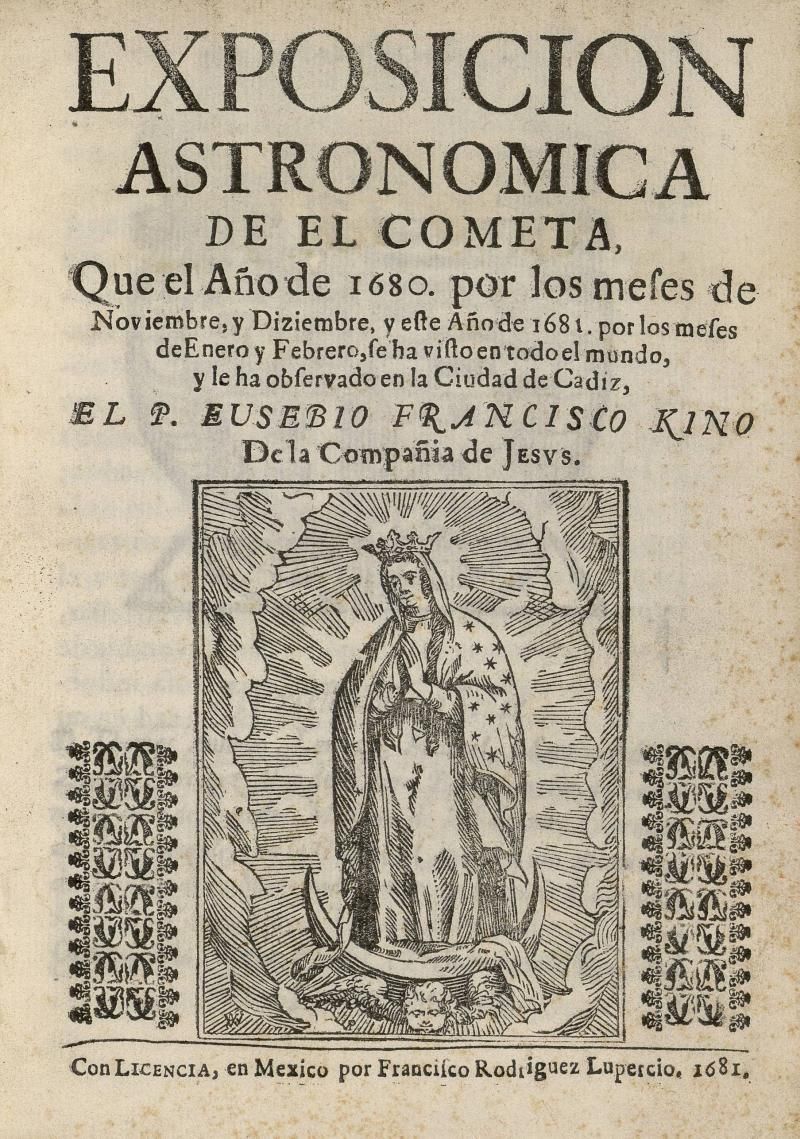
الصفحة الأولى من Exposisión astrónomica de el cometa بواسطة Eusebio Francisco Kino ، 1681

بينما اكتشف جوتفريد كيرش '''مذنب كيرش '''عام 1680–1681 - ثم أطلق عليه لاحقًا اسم مذنب كيرش - يجب أن يُنسب الفضل أيضًا إلى أوزيبيو كينو ، الكاهن اليسوعي الإسباني الذي رسم مسار المذنب. خلال رحيله إلى المكسيك ، بدأ كينو ملاحظاته عن المذنب في قادس في أواخر عام 1680. عند وصوله إلى مكسيكو سيتي ، نشر كتابه Exposición astronómica de el cometa (مكسيكو سيتي ، 1681) الذي قدم فيه نتائجه. يٌعد معرض كينو الفلكي من بين أقدم الأطروحات العلمية التي نشرها أوروبي في العالم الجديد - في أمريكا.

كان باسل رينغروز يخدم تحت قيادة الكابتن القرصان بارثولوميو شارب وقدم المشاهدات التالية قبل وقت قصير من مداهمة مدينة كوكيمبو الإسبانية الساحلية ، تشيلي :
الجمعة 19 نوفمبر 1680. هذا الصباح قبل ساعة تقريبًا من اليوم ، لاحظنا ظهور مذنب بدرجة N من اللمعان في كوكبة الميزان . بدا جسمه باهتًا ، وذيله يمتد بطول 18 أو 20 درجة ، ولونه شاحبًا ويشير مباشرة إلى الاتجاه شمال الشمال الغربي. وأبلغنا أسراؤنا عندئذٍ أن الإسبان قد شاهدوا مشاهد غريبة جدًا وكثيرة ، سواء في ليما ، عاصمة بيرو ، و غواياكيل ، وأماكن أخرى ، أثناء وقت قدومنا إلى البحار الجنوبية.
على الرغم من أنه كان بلا شك مذنبًا شديد السطوع ، إلا أنه ربما لم يكن عضوا من مجموعة كروتز . استخدم العالم الكبير إسحاق نيوتن المذنب لاختبار قوانين كبلر والتحقق منها. كان جون فلامستيد أول من اقترح أن المذنبين اللامعين الذين ظهرا في 1680-1681 كانا نفس المذنب ، أحدهما يمر إلى الداخل في اتجاه الشمس والآخر إلى الخارج ، وقد عارض نيوتن ذلك في الأصل. وغير نيوتن رأيه في وقت لاحق ، وبعد ذلك ، بمساعدة إدموند هالي ، قام بتصفية بعض بيانات Flamsteed للتحقق بالفعل من أن هذا هو الحال دون إعطاء الفضل إلى فلامستيد .

## أنظر أيضا
- اصظدام المذنب شوميكار-ليفي 9
- المذنب العظيم
- مذنب هالي
- قوائم المذنبات
- مستعر أعظم SN 2011fe